# 2262 Mitidika
2262 Mitidika eller 1978 RB är en asteroid i huvudbältet som upptäcktes den 10 september 1978 av den Schweiziska astronomen Paul Wild vid Observatorium Zimmerwald. Den har fått sitt namn efter en av huvudkaratärerna i Clemens Brentano´s bok Historien om den hederlige Kasper och den vackra Anna.
Asteroiden har en diameter på ungefär 8 kilometer och den har givit namn åt asteroidgruppen Mitidika